# Einar Sagstuen
Einar Sagstuen (né le 22 mars 1951 à Gjøvik) est un fondeur norvégien.

## Jeux olympiques
- Jeux olympiques d'hiver de 1976 à Innsbruck 
  -  Médaille d'argent en relais 4 × 10 km.